# Astrophytum ornatum

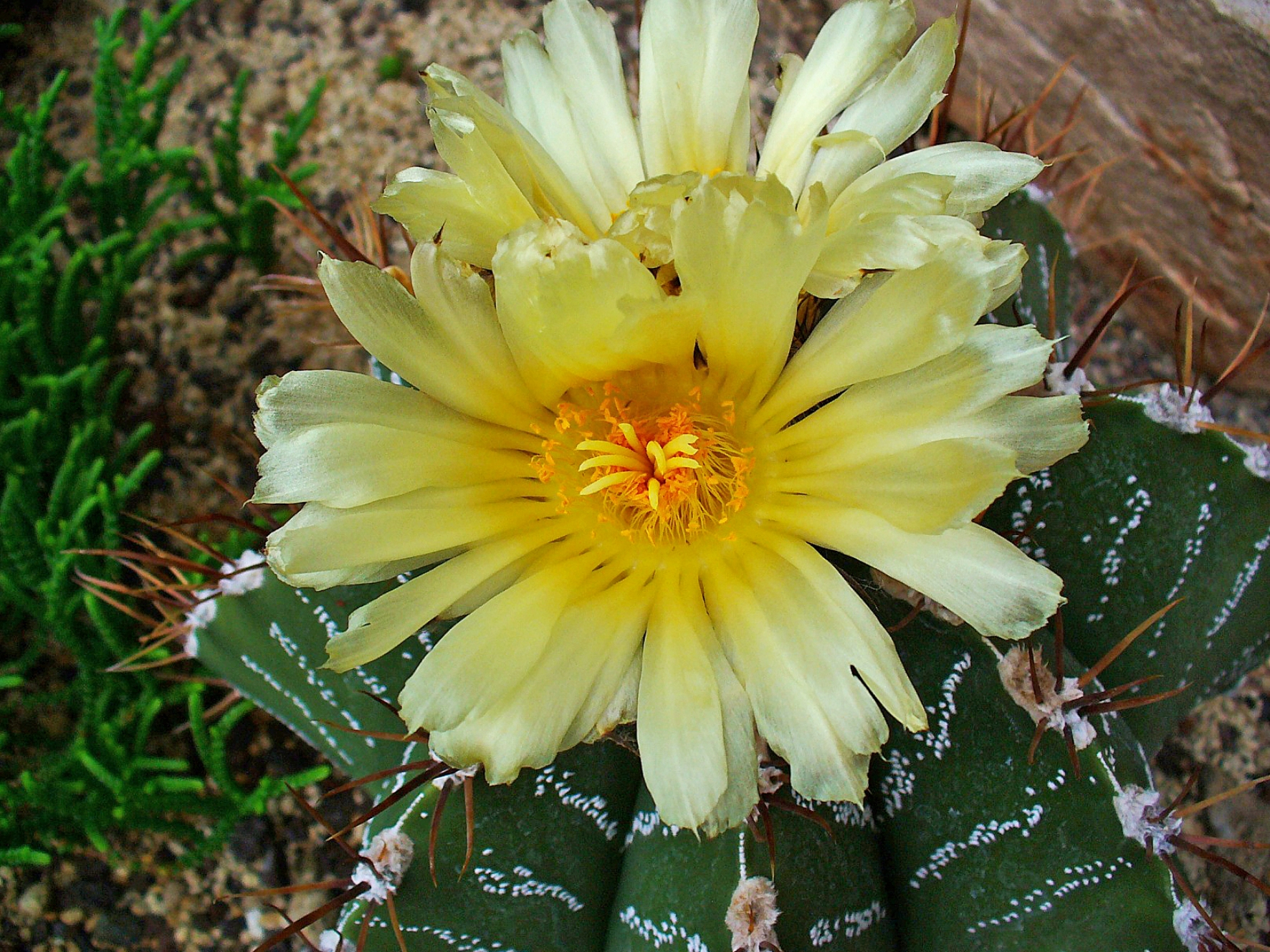
Blüte

Astrophytum ornatum ist eine Pflanzenart aus der Gattung Astrophytum in der Familie der Kakteengewächse (Cactaceae). Das Artepitheton ornatum leitet sich vom lateinischen Wort ornatus für ‚geschmückt‘ ab und verweist auf die attraktive Bedornung der Art.

## Beschreibung
Astrophytum ornatum wächst mit dunkelgrünen, kugelförmigen bis zylindrischen Körpern, die zerstreut mit weißen oder gelben Haarbüschelchen bedeckt sind. Sie erreichen Wuchshöhen von 30 bis 100 Zentimetern und Durchmesser von 15 bis 30 Zentimetern. Die meist 8 scharfkantigen Rippen sind manchmal spiralförmig angeordnet und tragen gelblich, häufig verkahlende Areolen. Die aus den Areolen entspringenden kräftigen gelben Dornen werden im Alter bräunlich oder grau. Es sind ein Mitteldorn und 5 bis 10 abgeflachte Randdornen vorhanden.
Die leuchtend gelben Blüten werden 7 bis 8 Zentimeter lang. Die Früchte reißen von ihrer Basis zur Mitte hin auf und öffnen sich sternförmig.

## Verbreitung, Systematik und Gefährdung
Astrophytum ornatum ist in den mexikanischen Bundesstaaten Guanajuato, Hidalgo, Querétaro und San Luis Potosí verbreitet.
Die Erstbeschreibung als Echinocactus ornatus durch Augustin-Pyrame de Candolle wurde 1828 veröffentlicht. Nathaniel Lord Britton und Joseph Nelson Rose stellten die Art 1922 in die Gattung Astrophytum. Ein taxonomisches Synonym ist unter anderem Astrophytum glabrescens F.A.C.Weber (1896).
In der Roten Liste gefährdeter Arten der IUCN wird die Art als „Vulnerable (VU)“, d. h. als gefährdet geführt.

## Nachweise